# Corte Brugnatella
Corte Brugnatella est une commune italienne de la province de Plaisance dans la région Émilie-Romagne en Italie.

## Administration
| Période                                  | Période | Identité | Étiquette | Qualité |
| ---------------------------------------- | ------- | -------- | --------- | ------- |
|                                          |         |          |           |         |
| Les données manquantes sont à compléter. |         |          |           |         |

### Hameaux
Marsaglia, Brugnello

### Communes limitrophes
Bobbio, Brallo di Pregola, Cerignale, Coli, Ferriere